# Зенгер, Владимир Георгиевич
Владимир Георгиевич Зенгер (1938—2008) — советский российский отоларинголог, Заслуженный деятель науки Российской Федерации.

## Биография
Родился в Москве 21 апреля 1938 года. Отец, Георгий Владимирович Зенгер (1907—1983), был музыкантом, работавшим в Государственном академическом ансамбле танца Игоря Моисеева. Мать, Зоя Алексеевна (Заира Алиевна Ишмаметова; 1909—1995), работала фельдшером в НИИ скорой помощи имени Н. В. Склифосовского.
Учился сначала в школе № 239 в Колокольниковом переулке, а с пятого класса — в школе № 122 в Палашевском переулке. Поступил на лечебный факультет 2‑го медицинского института имени Н. И. Пирогова, окончив который в 1961 году, вместе с женой Долорес Георгиевной Дёминой, учившейся с ним на одном курсе, отправился на Сахалин, где определилось направление его дальнейшей профессиональной деятельности: он был назначен ординатором ЛОР-глазного отделения Сахалинской областной больницы. В 1962 году у супругов родился старший сын Георгий.
После возвращения в Москву, в 1964 году поступил в аспирантуру Московского НИИ уха, горла и носа на базе больницы имени С. П. Боткина, где в 1967 году защитил кандидатскую диссертацию по теме «Применение некоторых аллопластических материалов для замещения ларинготрахеальных дефектов». В том же году в семье родился второй сын — Алексей.
В течение двадцати лет работал в клинической больнице им. С. П. Боткина. В 1967—1969 годах был в должности младшего научного сотрудника; в 1969—1972 годах находился в командировке в Иране, где работал заведующим лор-отделением советского госпиталя Союза обществ Красного Креста и Красного Полумесяца в Тегеране; в 1972—1986 годах старший научный сотрудник ГосНИИ ухо, горло, нос.
В 1986—1991 годах был ведущим научным сотрудником лаборатории восстановительной хирургии гортани и трахеи 1-й ММИ им. Сеченова на базе Детской клинической больницы № 2 имени И. В. Русакова. В 1988 году защитил в ВНЦ хирургии АМН СССР докторскую диссертацию «Восстановительная хирургия гортани, глотки и шейного отдела трахеи и пищевода». 
С 1991 года — профессор, руководитель ЛОР-клиники и заведующий кафедры оториноларингологии факультета усовершенствования врачей Московского областного научно‑исследовательского клинического института (МОНИКИ). В том же году стал главным отоларингологом Минздрава Московской области.
Был награждён медалями «В память 850-летия Москвы» и «Ветеран труда», знаком «Отличник здравоохранения СССР»; состоял членом Всероссийского общества отоларингологов; был полным профессором Академии европейской информатизации, профессором Арабской медицинской палаты частных докторов, действительным членом Российского дворянского собрания (прадед В. Г. Зенгера Карл Карлович Зенгер (1829–1885) выслужил потомственное дворянство; в 1872 году Зенгеры были внесены в часть III дворянской родословной книги Московской губернии).
Умер 29 февраля 2008 года.

## Научная деятельность
Его основная научная и практическая специализация была связана с восстановительно‑реконструктивными операциями на глотке, гортани, шейном отделе пищевода и трахеи, а также рино- и отопластическими вмешательствами у детей и взрослых. Он является автором модификации «филатовского стебля», методик восстановительной хирургии гортани, глотки, трахеи и пищевода — начиная с 1972 года для уменьшения кровопотери он использовал ультразвуковой скальпель, а с 1982 года для ускорения заживления послеоперационных ран — лазер и криовоздействие; сотрудничал с создателями медицинской аппаратуры и инструментария и имел 34 патента на изобретения.
В. Г. Зенгер — автор и соавтор более 500 научных трудов, в числе которых 9 монографий:
- Повреждение гортани и трахеи (1991)
- Хирургия пищевода и глотки (1992)
- Респираторный папилломатоз у детей (1984)
- Гольмиевый лазер в медицине (2003)
- Низкоинтенсивная лазерная терапия (2000)
- Записки ЛОР врача (2004)
- Фарингоэзофагопластика (2006).

Под его руководством было защищено 7 докторских и 15 кандидатских диссертаций.